# Дермаку, Кастриот
Кастриот Луан Дермаку (алб. Kastriot Luan Dermaku; 15 января 1992, Скандиано, Италия) — албанский футболист, защитник итальянского клуба «Лечче». Выступал за национальную сборную Албании.

## Карьера в сборной
30 января 2013 года Кастриот получил вызов в Молодёжную сборную Албании на товарищеский матч против Македонии и сразу дебютировал, выйдя на замену на 66 минуте.
Косово
31 августа 2018 года Дермаку получил вызов из Сборной Косова на матчи Лиги наций УЕФА 2018/19 против Азербайджана и Фарерских островов, но так и не вышел на поле в этих матчах. 9 сентября 2018 года Дермаку покинул сборы и решил представлять Албанию.
Албания
2 октября 2018 года Дермаку получил вызов из сборной Албании на товарищеский матч с Иорданией и матч Лиги наций УЕФА 2018/19 против Израиля. 10 октября 2018 года Кастриот дебютировал за Албанию, выйдя на замену на 56-й минуте вместо Мергима Маврая.
| № | Дата             | Оппонент  | Счёт | Голы | Пасы | Карточки | Минуты | Соревнование             |
| - | ---------------- | --------- | ---- | ---- | ---- | -------- | ------ | ------------------------ |
| 1 | 10 октября 2018  | Иордания  | 1:0  | —    | —    | —        | 34'    | Товарищеский матч        |
| 2 | 17 ноября 2018   | Шотландия | 0:4  | —    | —    | —        | 38'    | Лига наций 2018/2019 (C) |
| 3 | 8 июня 2019      | Исландия  | 0:1  | —    | —    | 88'      | 90'    | Отбор ЧЕ-2020 (группа H) |
| 4 | 10 сентября 2019 | Исландия  | 4:2  | 32′  | —    | —        | 90'    | Отбор ЧЕ-2020 (группа H) |
| 5 | 11 октября 2019  | Турция    | 0:1  | —    | —    | 4'       | 90'    | Отбор ЧЕ-2020 (группа H) |
| 6 | 14 октября 2019  | Молдова   | 4:0  | —    | —    | —        | 89'    | Отбор ЧЕ-2020 (группа H) |

Итого: сыграно матчей: 6 / забито голов: 1; победы: 3, ничьи: 0, поражения: 3.